# Tajemnica Sagali
Tajemnica Sagali (niem. Das Geheimnis des Sagala) – serial przygodowy dla dzieci zrealizowany w koprodukcji polsko-niemieckiej. Serial po raz pierwszy był emitowany w ramach kina Teleferii ok. godz. 15:20 na TVP1. 

## Opis fabuły
Bohaterami filmu są dwaj bracia mieszkający w Warszawie: Kuba i Jacek. Muszą odnaleźć siedem części tajemniczego kamienia nazywanego Sagalą. Sagala to obdarzony potężną mocą kamień, który spadł z kosmosu. Przed wiekami, gdy ziemia była rajem, służył on ludziom, którzy mogli mieć wszystko, korzystając w imię dobra z mocy magicznego kamienia. Strażnik kamienia nazywa się Jarpen. Ponieważ ludzie nadużywali mocy kamienia dla zaspokojenia swojej chciwości, Sagala została rozbita na wiele części.

## Obsada
- Grzegorz Ruda – Kuba Zawilski
- Marcin Nowacki – Jacek Zawilski
- Derval de Faria – Jarpen, strażnik Sagali
- Małgorzata Foremniak – Zuzanna Zawilska
- Aleksandra Tokarska – Zuzanna Zawilska cofnięta w czasie / Zuzia
- Jan Jankowski – Tomasz Burski
- Christoph Eichhorn – Kruks
- Dorit Gäbler – Katarzyna Peresada
- Winfried Glatzeder – ojciec Kuby i Jacka Zawilskich
- Cezary Król – Rafał (odc. 1-2)
- Christian Näthe – Marek (odc. 1)
- Krzysztof Janczak – dyrektor szkoły (odc. 1)
- Anna Seniuk – sąsiadka Zawilskich (odc. 2, 4)
- Mirosław Jękot – nowy właściciel mieszkania (odc. 2)
- Maria Niklińska – Estoch (odc. 4-5)
- Cezary Żak – Mogo (odc. 4-5)
- January Brunov – Aran (odc. 4-5)
- Marek Cichucki – myśliwy w Biskupinie #1 (odc. 4-5)
- Jerzy Łazewski – myśliwy w Biskupinie #2 (odc. 4-5)
- Tomasz Sapryk – dowódca Scytów (odc. 5)
- Adam Ozga – Agnarr (odc. 6-7)
- Jakub Tolak – Geirrod (odc. 6-7)
- Fred Delmare – Einar (odc. 6-7)
- Gertrud Roll – Daga (odc. 6-7)
- Janusz Michałowski – Arcymag (odc. 8-9)
- Bartosz Obuchowicz – Hort (odc. 8-9)
- Jarosław Jakimowicz – odźwierny w Szkole Magów (odc. 8-9)
- Paweł Deląg – smolarz Kulomorus (odc. 8-9)
- Jacek Borcuch – listonosz Karol (odc. 8, 10, 12)
- Marek Barbasiewicz – Dugao (odc. 10-11)
- Renata Berger – wiedźma Teranon (odc. 10-11)
- Antoni Ostrouch – książę Bortiegern (odc. 10-11)
- Robert Gonera – Gellin (odc. 10-11)
- Dorota Segda – dr Weronika Kowal (odc. 12-13)
- Józef Mika – Krzyś (odc. 12-13)
- Piotr Gąsowski – kelner (odc. 12)
- Hanna Śleszyńska – barmanka (odc. 12)
- Roch Siemianowski – policjant (odc. 14)

### Polski dubbing
- Jacek Wolszczak – Kuba Zawilski
- Witold Wysota – Jacek Zawilski
- Marek Barbasiewicz – Jarpen, strażnik Sagali[1]
- Mirosław Zbrojewicz – Kruks[1]
- Ewa Wawrzoń – Katarzyna Peresada[1]
- Wojciech Wysocki – ojciec Kuby i Jacka Zawilskich[1]
- Robert Czebotar – Marek[1] (odc. 1)
- Grzegorz Drojewski – Agnarr (odc. 6-7)
- Bartłomiej Ruda – Geirrod (odc. 6-7)
- Marian Opania – Einar (odc. 6-7)
- Aleksandra Koncewicz – Daga (odc. 6-7)
- Dariusz Odija – Dugao (odc. 10-11)

## Streszczenie odcinków
| N/o | Polska premiera | Niemiecka premiera | Polski tytuł          | Niemiecki tytuł        |
| --- | --------------- | ------------------ | --------------------- | ---------------------- |
| |                 |                    |                       |                        |
| 01 | 27.01.1997      | 17.07.1997         | Mały czarodziej       | Der kleine Zauberer    |
| 10-letni iluzjonista-amator, Kuba Zawilski, dowiaduje się, że w uprawianiu jego sztuki może mu pomóc Sagala – rzadki kamień mający rzekomo magiczne właściwości. Chce kupić ją na giełdzie kamieni szlachetnych, niestety, uprzedza go sąsiad, pan Burski. Znając tajemnicę Sagali, poszukuje jej również właściciel sklepu z kamieniami szlachetnymi, Kruks. Chce odebrać magiczny rekwizyt Burskiemu, jednak ten oddaje go Kubie na przechowanie. Chłopiec nie wie jeszcze, jakie kłopoty sprowadzi na niego Sagala. |                 |                    |                       |                        |
| |                 |                    |                       |                        |
| 02 | 28.01.1997      | 18.07.1997         | Magiczny kamień       | Der magische Stein     |
| Kruks poszukuje Sagali. Wie, że ma ją Kuba, na szczęście chłopcu udaje się wyprowadzić go w pole. Wkrótce Kuba wraz z mamą i starszym bratem, Jackiem wyprowadza się z Warszawy, by zamieszkać w starym domu pradziadka w Kuźnicy. Chce ukryć Sagalę na strychu i wkłada ją do znalezionego tam pudełka. Okazało się, że jego część kamienia połączyła się z inną, która już wcześniej była w pudełku. Sagala powoli odzyskuje tajemniczą moc. Pani Zawilska znajduje na strychu swoje zdjęcie z pradziadkiem, wspominając szczęśliwe dzieciństwo. Słysząc jej opowieści, Kuba nieświadomie wypowiada życzenie, by mama znowu była taka szczęśliwa jak dawniej. Nagle mama zmienia się w małą dziewczynkę jaką była na zdjęciu. |                 |                    |                       |                        |
| |                 |                    |                       |                        |
| 03 | 29.01.1997      | 21.07.1997         | Wtajemniczeni         | Die Eingeweihten       |
| Kuba ma trudności z odczarowaniem mamy, która ciągle jest małą dziewczynką. Znajduje na strychu zapiski dziadka dotyczące odnalezionego przez niego fragmentu Sagali. Podczas eksperymentów ze złożoną już z dwóch części Sagalą, pojawia się tajemniczy strażnik kamienia – Jarpen. Uświadamia Kubie, że chcąc odzyskać mamę, musi udać się w podróż w czasie i odszukać kolejne, brakujące jeszcze części Sagali. Wszelkie niebezpieczeństwa, które mogą go spotkać w drodze, pokona jego miłość do matki. Jacek postanawia wyruszyć razem z nim, by w razie potrzeby służyć mu pomocą. |                 |                    |                       |                        |
| |                 |                    |                       |                        |
| 04 | 30.01.1997      | 22.07.1997         | Trzecia część mocy    | Dritter Teil der Macht |
| Kuba i Jacek przenoszą się z Jarpenem do Biskupina, jednocześnie cofając się w czasie do VII w. p.n.e. Chłopcy poznają swoją rówieśnicę Estoch, pochodzącą z rejonów Morza Czarnego, i znajdują w Biskupinie kolejną część Sagali. Czczona jest przez mieszkający tu lud jako Serce Boga Słońca. Za przywłaszczenie sobie kamienia zostają skazani na śmierć głodową. |                 |                    |                       |                        |
| |                 |                    |                       |                        |
| 05 | 31.01.1997      | 23.07.1997         | Posłańcy ognia        | Die Feuerboten         |
| Kuba, Jacek i Jarpen są więzieni w drewnianej klatce, Estoch pomaga im w ucieczce. Mieszkańcy Biskupina, znalazłszy ich plecaki, na podstawie „magicznych” rzeczy, które tam znajdują, jak walkman czy aparat fotograficzny, uznają chłopców za posłańców boga i swoich wspaniałych gości. Tymczasem Biskupin najeżdżają Scytowie. Kuba i Jacek próbują zapobiec klęsce. Do odstraszenia najeźdźców używają sztucznych ogni, które zabrali ze sobą z XX wieku. Za uratowanie Biskupina otrzymują w darze Serce Boga Słońca – trzeci kawałek Sagali. Cząstka magicznego kamienia natychmiast łączy się z pozostałymi dwoma, wywołując kolejne dziwne zjawiska.                                                                   |                 |                    |                       |                        |
| |                 |                    |                       |                        |
| 06 | 03.02.1997      | 24.07.1997         | Zatoka mgieł          | Bucht der Nebel        |
| Strażnik magicznego kamienia, Jarpen, przenosi Kubę i Jacka na ziemie Germanów, gdzie para rybaków opiekuje się uratowanymi rozbitkami, synami króla Jutów: młodszym Agnarrem i starszym Geirrodem. Chłopcy zaprzyjaźniają się, przybysze z XX wieku uczą królewskich synów gry w koszykówkę. Niestety, podczas rozgrywki dochodzi do sprzeczki między Jackiem a Geirrodem. |                 |                    |                       |                        |
| |                 |                    |                       |                        |
| 07 | 04.02.1997      | 25.07.1997         | Agnarr i Geirrod      | Agnarr und Geirrod     |
| Kuba i Jacek uczą rybaków, u których znaleźli gościnę, jak z wody morskiej pozyskać sól, substancję bardzo wówczas drogą. W podzięce gospodyni daje im kamień, który wydobyła ze złowionej wcześniej ryby. Jest to kolejna część Sagali. Geirrod żąda jednak zwrotu podarunku. Jest synem króla i uważa, iż kamień należy się właśnie jemu. By uniknąć bójki, jego młodszy brat Agnarr wrzuca kamień do morza. Jacek nurkuje i wydobywa z głębiny czwartą, zagubioną część. |                 |                    |                       |                        |
| |                 |                    |                       |                        |
| 08 | 05.02.1997      | 28.07.1997         | Szkoła magów          | Schule der Magier      |
| W poszukiwaniu brakujących części Sagali chłopcy docierają na tereny Galii na początku naszej ery. W swej wędrówce spotykają smolarza, który prowadzi ich do groty magów, gdzie znajduje się również szkoła dla adeptów tej sztuki. Arcymag wiedząc czym jest Sagala, decyduje, że wyda Kubie jej kolejną część, która jest w jego posiadaniu, jeśli Kuba zda egzamin z magii. |                 |                    |                       |                        |
| |                 |                    |                       |                        |
| 09 | 06.02.1997      | 29.07.1997         | Pojedynek magów       | Duell der Magier       |
| Hort, najlepszy uczeń szkoły magów, uważa, iż tajemniczy kamień nie powinien trafić w ręce obcych. Wyzywa Kubę na pojedynek. Ten, kto popisze się większymi umiejętnościami w magii, otrzyma od Arcymaga część Sagali. Kuba wykorzystuje przeniesiony z XX wieku Polaroid i oczywiście wygrywa. Za umiejętność „utrwalania twarzy” otrzymuje piątą część Sagali. |                 |                    |                       |                        |
| |                 |                    |                       |                        |
| 10 | 09.02.1997      | 30.07.1997         | Czarny książę         | Der schwarze Fürst     |
| Po przeniesieniu do niesprecyzowanego celtyckiego kraju, Kuba choruje po kąpieli w lodowatym potoku. Zła wiedźma Teranon odbiera mu Sagalę i donosi Bortiegernowi noszący przydomek Czarnego Księcia, jaką tajemnicę kryje kamień. Aby Sagala w pełni odzyskała swą moc, trzeba zdobyć szóstą część, która znajduje się u arcykapłana druidów. Bortiegern odbiera chłopcom kamień i wyrusza na poszukiwanie kolejnej części, by zdobyć władzę nad światem. |                 |                    |                       |                        |
| |                 |                    |                       |                        |
| 11 | 10.02.1997      | 31.07.1997         | Najkrótszy dzień      | Der kürzeste Tag       |
| Po nieudanej próbie odzyskania Sagali chłopcy zostają uwięzieni w książęcym lochu. Oszukana przez Bortiegerna Teranon pomaga chłopcom w ucieczce i naprowadza ich na ślad kolejnej, szóstej części Sagali. Promień Słońca wskazuje kamień, a przeznaczenie pozwala chłopcom na połączenie go z pozostałymi częściami. |                 |                    |                       |                        |
| |                 |                    |                       |                        |
| 12 | 11.02.1997      | 01.08.1997         | Kamień Saturna        | Stein des Saturn       |
| Kuba i Jacek wracają do XX wieku, a Jarpen przenosi ich do samochodu nieznajomej kobiety. Okazuje się, że pani Weronika jest naukowcem i jedzie właśnie na konferencję astrologiczną w Złotowie. Chłopcy opowiadają jej historię Sagali. W programie konferencji przewidziano również wyprawę po tajemniczy Kamień Saturna. Nieoczekiwanie pojawia się Kruks, od dawna poszukujący Sagali. |                 |                    |                       |                        |
| |                 |                    |                       |                        |
| 13 | 12.02.1997      | 04.08.1997         | Labirynt snów         | Labyrinth der Träume   |
| Kruks usypia panią Weronikę, by zyskać na czasie i zdobyć Sagalę. Okazuje się, iż jej ostatni kawałek to właśnie tajemniczy Kamień Saturna. Po przebudzeniu pani Weronika doprowadza do niego chłopców. Kubie udaje się połączyć wszystkie części Sagali w całość. Strażnik kamienia Jarpen zabiera chłopców w „tajemniczą przestrzeń”. |                 |                    |                       |                        |
| |                 |                    |                       |                        |
| 14 | 13.02.1997      | 05.08.1997         | Wszystkie części mocy | Alle Teile der Macht   |
| Kruks nie daje za wygraną. Porywa pana Burskiego wraz z małą Zuzią i zamyka ich w samochodzie, pod którym podkłada bombę. Chłopcom daje pół godziny na dostarczenie Sagali. Niestety, bracia nie mają kamienia, gdyż wziął go Jarpen. Jednak Kuba, choć nie ma Sagali, ma w sobie dość „mocy”, by uratować mamę, która ciągle jeszcze nie została odczarowana i występuje jako mała Zuzia, oraz pana Burskiego. Dzięki tajemniczej sile kamienia wraca również ojciec chłopców. Mama odzyskuje swoją dawną postać i od tej pory cała rodzina jest znowu razem. |                 |                    |                       |                        |
| |                 |                    |                       |                        |